# Ренкув
Ренкув (пол. Ręków, нім. Rankau) — село в Польщі, у гміні Собутка Вроцлавського повіту Нижньосілезького воєводства.
Населення — 364 особи (2011).

## Демографія
Демографічна структура станом на 31 березня 2011 року:
|          | Загалом | Допрацездатний вік | Працездатний вік | Постпрацездатний вік |
| -------- | ------- | ------------------ | ---------------- | -------------------- |
| Чоловіки | 185     | 33                 | 144              | 8                    |
| Жінки    | 179     | 35                 | 100              | 44                   |
| Разом    | 364     | 68                 | 244              | 52                   |